# Драгунский, Виктор Юзефович
Ви́ктор Юзе́фович Драгу́нский (1 декабря 1913, Нью-Йорк — 6 мая 1972, Москва) — русский советский писатель, автор повестей и рассказов, из которых наибольшую популярность приобрёл цикл «Денискины рассказы», ставший классикой советской детской литературы.

## Биография
Родился 1 декабря 1913 года в Нью-Йорке, в еврейской семье. Его родители, эмигранты из Гомеля, прибыли в США и поселились в Бронксе незадолго до рождения сына. Отец — торговец табаком, гомельский мещанин Юда Фалькович Перцовский (1895—1918), и мать Рита Лейбовна Драгунская (1895—1967, дочь мещанина уездного городка Старобыхова Могилёвской губернии) поженились 26 февраля 1913 года ещё в Гомеле. Не прижившись в Америке, в июле 1914 года семья вернулась в Гомель.
В 1918 году отец умер от тифа (по другим данным, погиб при невыясненных обстоятельствах). Отчимом стал ревком города Ипполит Иванович Войцехович, красный комиссар, погибший в 1920 году. В 1922 году появился другой отчим — актёр водевильного еврейского театра (труппы Клары Марковны Юнг) Менахем-Мендл Хаимович Рубин (1894—1962), вместе с которым семья ездила в гастрольные поездки по стране. В 1925 году семья перебралась в Москву, где Рубин с Ильёй Триллингом (1895—1947) организовали собственную труппу. В дальнейшем Менахем Рубин оставил семью и стал режиссёром еврейского театра в Америке.
Виктор рано начал работать. В 1930 году, уже работая, он стал посещать «Литературно-театральные мастерские» А. Д. Дикого. В 1935 году начал выступать как актёр в Театре транспорта (ныне Театр имени Н. В. Гоголя).
Одновременно Драгунский занимался литературной работой: писал фельетоны и юморески, придумывал интермедии, сценки, эстрадные монологи, цирковые клоунады. Сблизился с цирковыми артистами и даже какое-то время работал в цирке. Постепенно пришли роли. Он сыграл несколько ролей в кино (фильм «Русский вопрос», режиссёр Михаил Ромм) и был принят в Театр киноактёра. Но в театре с его огромной труппой, куда входили именитые кинозвёзды, молодым и не очень известным актёрам не приходилось рассчитывать на постоянную занятость в спектаклях. Тогда у Драгунского возникла идея создания небольшой самодеятельной труппы внутри театра. Правда, самодеятельностью такую труппу можно было назвать условно — участниками были профессиональные артисты. Многие актёры с удовольствием отозвались на идею создания пародийного «театра в театре». Драгунский стал организатором и руководителем ансамбля литературно-театральной пародии «Синяя птичка», который просуществовал в течение 1948—1958 годов. Туда стали приходить и актёры других московских театров. Постепенно маленькая труппа приобрела значимость и неоднократно выступала в Доме актёра (тогда: Всероссийское театральное общество), где в то время директорствовал Александр Моисеевич Эскин. Пародийные весёлые спектакли имели настолько шумный успех, что Драгунский был приглашён создать подобный коллектив с тем же названием в Мосэстраде. Для постановок в «Синей птичке» совместно с Людмилой Давидович сочинил текст к нескольким песням, которые впоследствии стали популярными и приобрели вторую жизнь на эстраде: «Три вальса», «Чудо-песенка», «Теплоход» (которую пел Леонид Утёсов), «Звезда моих полей», «Берёзонька».
С 1940 года публиковал фельетоны и юмористические рассказы, позже собранные в сборник «Железный характер» (1960); писал песни, интермедии, клоунады, сценки для эстрады и цирка.
В начале Великой Отечественной войны, будучи признанным негодным к строевой службе по здоровью (бронхиальная астма), работал на строительстве укреплений, был награждён медалью «За оборону Москвы», затем с 1943 года вместе с другими артистами ездил на фронт, где давал концерты для солдат. В 1943 году от ран в госпитале у деревни Печки Людиновского района Калужской области погиб его единоутробный брат Леонид Михайлович Драгунский (Рубин; 1924—1943)
С 1959 года Драгунский писал весёлые рассказы про мальчика Дениса Кораблёва и его друга Мишку Слонова под общим названием «Денискины рассказы». В 1960-х большими тиражами выходят книги из этой серии:
- «Девочка на шаре»,
- «Заколдованная буква»,
- «Друг детства»,
- «Похититель собак»,
- «Двадцать лет под кроватью»,
- «Волшебная сила искусства» и другие.

В 1970-е:
- «Красный шарик в синем небе»,
- «Разноцветные рассказы»,
- «Приключение» и другие.

По мотивам этих рассказов вышли фильмы «Весёлые истории», «Девочка на шаре», «Денискины рассказы», «По секрету всему свету», «Удивительные приключения Дениса Кораблёва», короткометражки «Где это видано, где это слыхано», «Капитан», «Пожар во флигеле», «Подзорная труба», сюжет «Ералаша» «Слава Ивана Козловского». Эти рассказы принесли их автору огромнейшую популярность, именно с ними и стало ассоциироваться его имя. Имя Дениска было выбрано не случайно — так звали его сына. Кроме того, Драгунский был сценаристом фильма «Волшебная сила», в котором в качестве героя также выведен Дениска Кораблёв. Все рассказы о Дениске — история постижения ребёнком мира в его положительных и отрицательных сторонах, серия выборов — преодолений себя в больших и малых проблемах жизни.
В 1990 году песни на стихи Виктора Драгунского были изданы его вдовой.
Виктор Драгунский писал не только для детей. В 1961 году вышла повесть «Он упал на траву» о самых первых днях войны. Герой её, молодой художник, как и сам автор книги, несмотря на то, что его по инвалидности не призвали в армию, записался в ополчение. Повесть «Сегодня и ежедневно» (1964 г.) посвящена жизни работников цирка, главный герой которой — клоун; это книга о человеке, существующем времени вопреки, живущем по-своему.

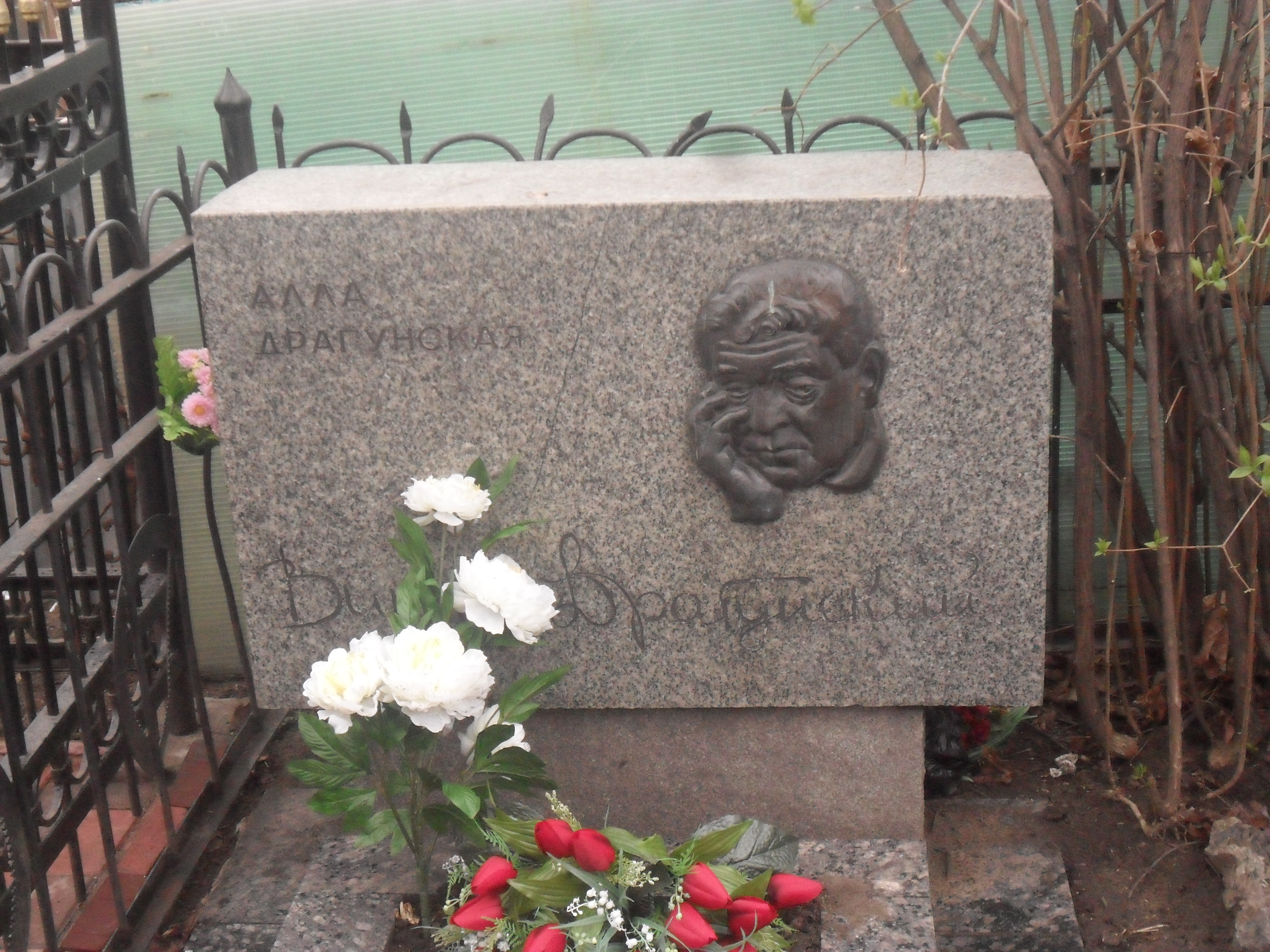
Могила Драгунского на Ваганьковском кладбище Москвы

Писатель скончался в Москве 6 мая 1972 года. Похоронен на Ваганьковском кладбище (участок № 14).

## Семья
- Первым браком был женат на актрисе Елене Петровне Корниловой.
  - Сын — журналист Леонид Корнилов (1937—2007), выпускник экономического факультета МГУ, долгие годы работал в «Известиях», «Неделе», автор книг «Сказочная сила» (1965), «Останутся в памяти» (1965), «Образ жизни — советский!» (1974), «От глашатая до неона» (1978), «Эти удивительные ветераны» (1981), «Раз в жизни: несерьёзные заметки в жанре баек и журналистского трёпа» (2008).
    - Внучка — Лика (Лидия Леонидовна) Корнилова[24].
- Вторая жена — Алла Васильевна Драгунская (урождённая Семичастнова, 1924—2007, выпускница ВГИКа), издала книгу воспоминаний «О Викторе Драгунском. Жизнь, творчество, воспоминания друзей» (М.: ТОО «Химия и жизнь», 1999).
  - Сын — журналист и сценарист Денис Драгунский (род. 1950).
    - Внучка — журналистка и дизайнер Ирина Драгунская (род. 1974).

  - Дочь — писатель и драматург Ксения Драгунская (1965—2021).
    - Внук — Артём[25].
- Дед — Юдэ-Лейб Хаимович Драгунский (1869 — после 1945), участвовал в еврейском рабочем движении, в Америке публиковал рассказы для детей и переводы в периодических изданиях на идише, в 1920-е годы был редактором журнала «Киндерланд» (в переводе с идиша: «детская страна»), который издавался в Нью-Йорке под эгидой рабочей организации «Арбетер-ринг» (в переводе с идиша: «рабочий круг»)[26][27][28] и работал учителем в еврейских школах[29].
- Дядя (брат матери) — Исаак Львович Драгунский (1892—1938), до 1924 года председатель Гомельского губернского суда, затем прокурор Ивановской Промышленной области (1931—1934) и Азовско-Черноморского края (1934—1937), расстрелян[30][31][32].

## Основные произведения

### Рассказы
- Волшебная сила искусства
- Далёкая Шура
- Денискины рассказы (цикл, c 1959)
- Для памяти
- Настоящий поэт
- Старухи (1965; опубл. 1988)
- Странное пятно на потолке
- Смешные рассказы о школе

### Повести
- Он упал на траву (1961)
- Сегодня и ежедневно (1964)

## Фильмография

### Роли в кино
- 1947 — Русский вопрос — радиодиктор

### Экранизации
- 1962 — Весёлые истории
- 1966 — Девочка на шаре
- 1970 — Волшебная сила
- 1970 — Денискины рассказы
- 1971 — Клоун (телеспектакль)
- 1973 — Где это видано, где это слыхано
- 1973 — Капитан
- 1973 — Подзорная труба
- 1973 — Пожар во флигеле
- 1974 — Слава Ивана Козловского
- 1976 — По секрету всему свету
- 1979 — Удивительные приключения Дениса Кораблёва
- 1980 — Клоун

### Сценарист
- 1962 — Весёлые истории
- 1963 — Большой фитиль
- 1966 — Девочка на шаре
- 1970 — Денискины рассказы
- 1970 — Волшебная сила
- 1971 — Клоун (телеспектакль)

## Пародии и стилизации
Цикл рассказов Дометия Завольского «Мы с Мишкой и все тайны СССР» построен на одновременной стилизации как «Денискиных рассказов», так и произведений Н. Н. Носова.